# Lisuny (obwód miński)
Lisuny, Lesuny (biał. Лесуны, Lesuny; ros. Лесуны, Lesuny) – wieś na Białorusi, w obwodzie mińskim, w rejonie nieświeskim, w sielsowiecie Łań.

## Historia
W XIX i w początkach XX w. położone były w Rosji, w guberni mińskiej, w powiecie słuckim.
W dwudziestoleciu międzywojennym wieś i folwark leżące w Polsce, w województwie nowogródzkim, w powiecie nieświeskim. Od 4 marca 1922 siedziba władz gminy Lisuny. Po jej likwidacji 1 października 1927 należała do gminy Łań. W 1921 wieś liczyła 57 mieszkańców, zamieszkałych w 11 budynkach, w tym 53 Białorusinów i 4 Polaków. 52 mieszkańców było wyznania prawosławnego i 5 rzymskokatolickiego. Folwark liczył zaś 19 mieszkańców, zamieszkałych w 3 budynkach, w tym 11 Białorusinów i 8 Polaków. 10 mieszkańców było wyznania prawosławnego i 9 rzymskokatolickiego.
Wieś położona była wówczas przy granicy ze Związkiem Sowieckim. W latach 1925-1934 znajdowała się tu strażnica KOP „Lesuny”.
Po II wojnie światowej w granicach Związku Sowieckiego. Od 1991 w niepodległej Białorusi.